# 三好圭一
三好 圭一（みよし けいいち、1966年7月2日 - ）は、日本の元俳優、アイドル。
1980年代にジャニーズ事務所に所属し、身長181cmという長身の体型を活かして数多くのテレビドラマで活躍した。
ジャニーズ事務所のタレントでは珍しく、アイドルを本業とせず、俳優業専門であった。
愛称は、ユタ、ユタちゃん。血液型はB型。

## 人物・来歴
- 神奈川県横浜市生まれ。
- 1982年にジャニーズ事務所に入所。翌年、TBSのドラマ『オサラバ坂に陽が昇る』のオーディションを受けて見事合格。以後、俳優業を専門に活動開始。しかし、僅かながらシブがき隊のバックで踊っていた過去もあり、1982年の「第24回日本レコード大賞」でシブがき隊が新人賞を受賞した際には、バックダンサーの中に三好の姿が確認されている。
- 俳優業専門だったため、同じジャニーズ事務所のタレントからは「ジャニーズで唯一バック転ができない男」と弄られる事があった。
- 1991年に芸能界を引退。

## 主な出演

### テレビドラマ
- オサラバ坂に陽が昇る（1983年4月22日 - 8月12日、TBS） - 戸塚保之 役
- 高校聖夫婦（1983年、TBS） - ゲスト出演
- 家族ゲームシリーズ（TBS）
  - 家族ゲーム（1983年8月26日 - 9月30日） - 沼田慎一 役
  - 家族ゲーム2（1984年4月20日 - 7月13日） - 殿村豊 役
  - 家族ゲーム スペシャル アニキの家庭教師は花の女子大生・なのダ（1985年4月5日） - 沼田慎一 役
- 青が散る（1983年10月21日 - 1984年1月27日、TBS） - 木田公治郎 役
- 月曜ドラマランド（フジテレビ）
  - 「胸さわぎの放課後」（1983年10月24日）
  - 「三代目はおニャン子お嬢様?! 花吹雪893組」（1986年3月17日） - 渋谷和人 役
  - 「ナイン」（1987年1月5日） - 喫茶店のマスター 役
- 年ごろ家族（1984年1月10日 - 3月27日、TBS） - 榎聖一 役
- 中卒・東大一直線 もう高校はいらない!（1984年、TBS）
- 気になるあいつ（1985年8月3日 - 12月28日、日本テレビ） - 遠山始 役
- 夏・体験物語2（1986年、TBS） - 宇部ゆうじ 役
- 木曜ドラマストリート「帰ってきた桃尻娘」（1986年8月28日、フジテレビ） - 田中 役
- 新春仕事人スペシャル 必殺忠臣蔵（1987年1月2日、テレビ朝日） - 矢頭右衛門七 役
- 毎度おさわがせします3 第10話「夢一瞬」（1987年4月7日、TBS）
- 東京ストーリーズ（フジテレビ）
  - 第1回「ロンググッドバイ」（1989年10月12日）
  - 第25回「走る女」（1990年4月30日）
- 芸者小春の華麗な冒険 第9話「ひと目惚れには裏がある!?」（1991年6月6日、テレビ朝日） - 塚本 役

### 映画
- あいつとララバイ（1983年12月24日公開、東宝）
- 舞妓物語（1987年7月11日公開、松竹） - 松宮恭平 役